# گیوم کسک
گیوم کسک یا گیوم کسکه (انگلیسی: Guillaume Quesque؛ زادهٔ ۲۹ آوریل ۱۹۸۹) بازیکن تیم ملی والیبال فرانسه و باشگاه ونگل است.